# Nyandago (vattendrag)
Nyandago är ett vattendrag i Burundi.   Det ligger i provinsen Bujumbura Rural, i den västra delen av landet, 13 km nordost om huvudstaden Bujumbura.
Omgivningarna runt Nyandago är en mosaik av jordbruksmark och naturlig växtlighet. Runt Nyandago är det tätbefolkat, med 297 invånare per kvadratkilometer.